# 赤い薔薇ソースの伝説
『赤い薔薇ソースの伝説』（スペイン語: Como agua para chocolate、英語: Like Water for Chocolate）は、1992年に製作されたマジックリアリズムのメキシコ映画。アルフォンソ・アラウ監督。
原作は、メキシコ人作家ラウラ・エスキヴェルの第1作目の小説『Como agua para chocolate 』。
1993年度の第65回アリエル賞（メキシコ・アカデミー賞）の作品賞を含む1１部門全てで受賞、ルミ・カヴァソスが本作で第5回東京国際映画祭で主演女優賞を受賞している。他にも1993年度英国アカデミー賞 作品賞の外国語作品賞にノミネートされた。当時アメリカで上映されたスペイン語映画で最も興行収入が高かった。

## ストーリー
主人公ティタは家のしきたりにより結婚を禁じられている。そのため父親と共に結婚の申し込みに来たペドロはティタの母親エレナにより断られる。エレナはティタの姉ロサウラをペドロに薦め、ペドロはティタの近くにいられるためこれを了承する。ティタはウエディング・ケーキを焼くが、これを食べると嘔吐、号泣しながら新郎新婦の幸せを願う。エレナはある男(後にこの男はエレナの夫を殺したというニュースにより、ティタの他の姉ガートルーディスの実の父親であることが明らかになる)の写真を見る。1年が経ち、ペドロから薔薇を贈られたティタはウズラ料理に薔薇の花びらをソースにし、ペドロへの想いを込め調理する。これを食べたガートルーディスにティタの熱と情熱が伝染し、熱を冷ますためにシャワーを浴びるが、シャワー室が燃えて裸で逃げ出したガートルーディスは薔薇の香りを遠くから嗅ぎ付けた革命兵士に同意の上で連れ去られる。
ロサウラは男児を出産するが、ペドロが見ているのは男児に授乳するティタである。エレナはティナを疑い、ロサウラとペドロを遠くに引っ越させる。しばらくすると男児が亡くなり、ティタはエレナを責め、精神錯乱して鳩小屋にこもる。ジョン・ブラウン医師は彼女をテキサス州での治療に連れて行く。彼は、全ての人は心の中に箱に入ったマッチを持って生まれてくるが、火をつけるのには着火する道具が必要であり、そしてそのマッチはロウソクが光る手助けをし、また全てのマッチを一度に燃やしてしまわないよう注意しないと修復するのが大変だという、祖母から伝え聞いた昔話を語る。ティナの病気が治ると、ブラウン医師と良い関係を築き、彼との結婚を了承する。エレナは革命家に殺害され、葬式のためロサウラとペドロが戻ってくる。ロサウラは葬式中に産気づき、第二子エスペランサを出産する。その後ブラウン医師は自宅に戻り、ペドロとティタは互いの情熱に勝てず、寝室を共にする。エレナの亡霊がティタの元に現れ、ティタがペドロとの呪われた子を身ごもっていると思い知らせる。その夜、革命軍大将となったガートルーディスが、同じく革命軍人の夫と共に戻ってくる。ティタは、ガートルーディスは不倫の末できた子だと罵ってエレナの亡霊を追い出し、そしてティタは想像妊娠だったと判明する。ブラウン医師がティタの実家に戻った時、ティタは他の男性と寝たことを打ち明け、婚約辞退を申し出る。
20年後のブラウン医師の先妻の息子アレックスとエスペランサの結婚式。ロサウラは消化器系の重篤な問題により数年前に亡くなっている。ペドロはティタにまだ愛しており結婚したいと伝える。ティタとペドロは愛し合うが、体内のマッチ全てに火が灯り、情熱があまりに急速に燃え上がったためペドロが頂点に達した途端に腹上死する。ティタは実際にマッチを1本1本飲み込みながら2人の出会いから全ての思い出をかみ締めると体から火花が走り、小屋全体が燃える。エスペランサが新婚旅行から帰ると、そこに残っていたのはペドロとの愛の軌跡と共に書いてあるティタのレシピブックのみであった、とエスペランサの娘が語る。

## キャスト
※括弧内は日本語吹替（Netflix版）
- ティタ - ルミ・カヴァソス（日野由利加）
- ペドロ - マルコ・レオナルディ（櫻井トオル）
- エレナ（ティタの母） - レヒーナ・トルネ（一城みゆ希）
- ドクター・ジョン・ブラウン - マリオ・イヴァン・マルティネス（田邉安彦）
- ナチャ - アダ・カラスコ（宮沢きよこ）
- ロサウラ（ティタの姉） - ヤレリ・アリスメンディ（米倉希代子）
- ヘルトルーディス - クローデット・メイル（足立由夏）
- チェンチャ - ピラー・アランダ（高尾まみ）

## 題名について
英語版のタイトル『Like Water for Chocolate(チョコレートのための水のように)』はスペイン語の原題『como agua para chocolate 』の直訳であるが、原作者であるラウラ・エスキヴェルにインスピレーションを与えたメキシコの慣用句である。メキシコのようなラテンアメリカのいくつかの国ではホット・チョコレートを作るのに牛乳の代わりに水で作ることができる。お湯にミルク・チョコレートを入れて溶かすとホット・チョコレートとなる。これを情熱あるいは激怒している状態、稀に性的興奮状態などを表すこともある。またこのフレーズは何かについて「完璧」であることを示すこともある。

## ロケ地
- メキシコ、シウダード・アクニャ
- テキサス州イーグル・パス
- メキシコ、コアウイラ州ピエドラス・ネグラス

## 受賞歴
- アリエル賞作品賞を受賞。
- マルガリータ・イザベルがアリエル賞脇役女優賞を受賞。